# Atona
Atona (em grego: Ατωνη; romaniz.: Atōnē) ou Artani (Artaani), segundo a Geografia de Ananias de Siracena (século VII), foi uma região da Ibéria e depois gavar (cantão) da província de Gogarena, na Armênia.

## História

Armênia em 150. Gogarena situa-se ao norte

Centrada em Ardacane, estendia-se das montanhas Arsiani (a oeste de Ardacane) ao lago Chelder (Palacásio). Sua fronteira meridional percorria as colinas baixas em frente a Ardacane ao sul e fazia divisa com Cola e ao norte fazia divisa com Eruxécia e Alta Javaquécia. Se dividia em Alta e Baixa Atona Tinha uma área de 2 025 quilômetros quadrados. No século IV/III a.C., sob a Ibéria farnabázida, fazia parte do Ducado de Cunda da Alta Ibéria. No século II a.C., os artaxíadas da Armênia a conquistam e adicionam na Marca Mósquia. No século I, foi retomada pela Ibéria, mas no século II a Armênia arsácida a reconquista; o geógrafo Ananias do século VII enfatiza que pertencia a província de Gogarena.
Em 363/87, rompe seus laços com a Armênia e integra a Ibéria. Em 522, aparece como parte do arquiducado local e ca. 530 era governada pelos guarâmidas. Após ca. 780, um ramo dos Bagrátidas da Armênia sob Adanarses I (r. 780–807) dirigiu-se a Ibéria e recebeu de Archil (r. 736–786) Eruxécia e parte de Atona; Toumanoff acha que a doação era herança do dote de sua mãe. Em 786/807, recebeu ⅓ do patrimônio guarâmida que reunia Atona e outros domínios. Sob o príncipe Asócio I (r. 813–830), torna-se em definitivo parte do patrimônio bagrátida na Ibéria. Gurgenes V (r. 830–882) sucedeu seu pai em Atona. No século X, era de Davi III (r. 966–1001).  Em 1021, o imperador Basílio II (r. 976–1025) conquistou-a.  Em 1551, o Império Otomano conquistou-a.